# 春风动力
春風動力（全名：浙江春风动力股份有限公司），于1989年成立，總部設於浙江省杭州市余杭区五洲路116號，是中國知名的高端摩托车与全地形車的研发与生产企业，2013年起涉足高檔游艇的建造，2014年成为中国国宾护卫专用摩托车指定生产商，国宾护卫专用摩托车CF650G已参与执行阅兵庆典、外交护卫、APEC会议、G20峰会、9.3大阅兵等护卫任务上百场，2017年8月在上海证券交易所挂牌上市。旗下生產的春風CF650-2和CF1250J型號為多個省市公安所使用的警車。截至2023年底，全球用户骑行总里程突破 28 亿公里。
2022 年正式征战世界最顶级摩托车赛事MOTOGP，成为登陆Moto3 250CC级别比赛首家中国厂商，2023年赛季获得美国站和澳大利亚站赛事季军，创造了中国厂商MOTOGP赛事最好成绩。

## 车型

### 跑車
- 250SR（部分国家与地区为300SR）
- 450SR
- 675SR

### 街车
- 150NK
- 250NK
- 400NK
- 450NK
- 650NK
- 800NK

### 旅行
- 400GT
- 650GT
- 800MT
- 650TR-G
- 1250TR-G

### 复古
- 250CL-X
- 450CL
- 700CL-X

### Mini
- ST PAPIO（狒狒）

### 全地形车
- CFORCE110
- CFORCE450L
- CFORCE625
- CFORCE850
- CFORCE1000
- ZFORCE1000
- UFORCE600
- UFORCE1000

### 公务车
- 250CC
- 400CC、450CC
- 600CC、650CC、650G
- 800CC
- 1000CC
- 1250CC
- CF10500DJ-B（CFMOTO首款新能源电动警车）
- ZH1600DTJ
- ZH5000DTJ-A